# Neuzeit

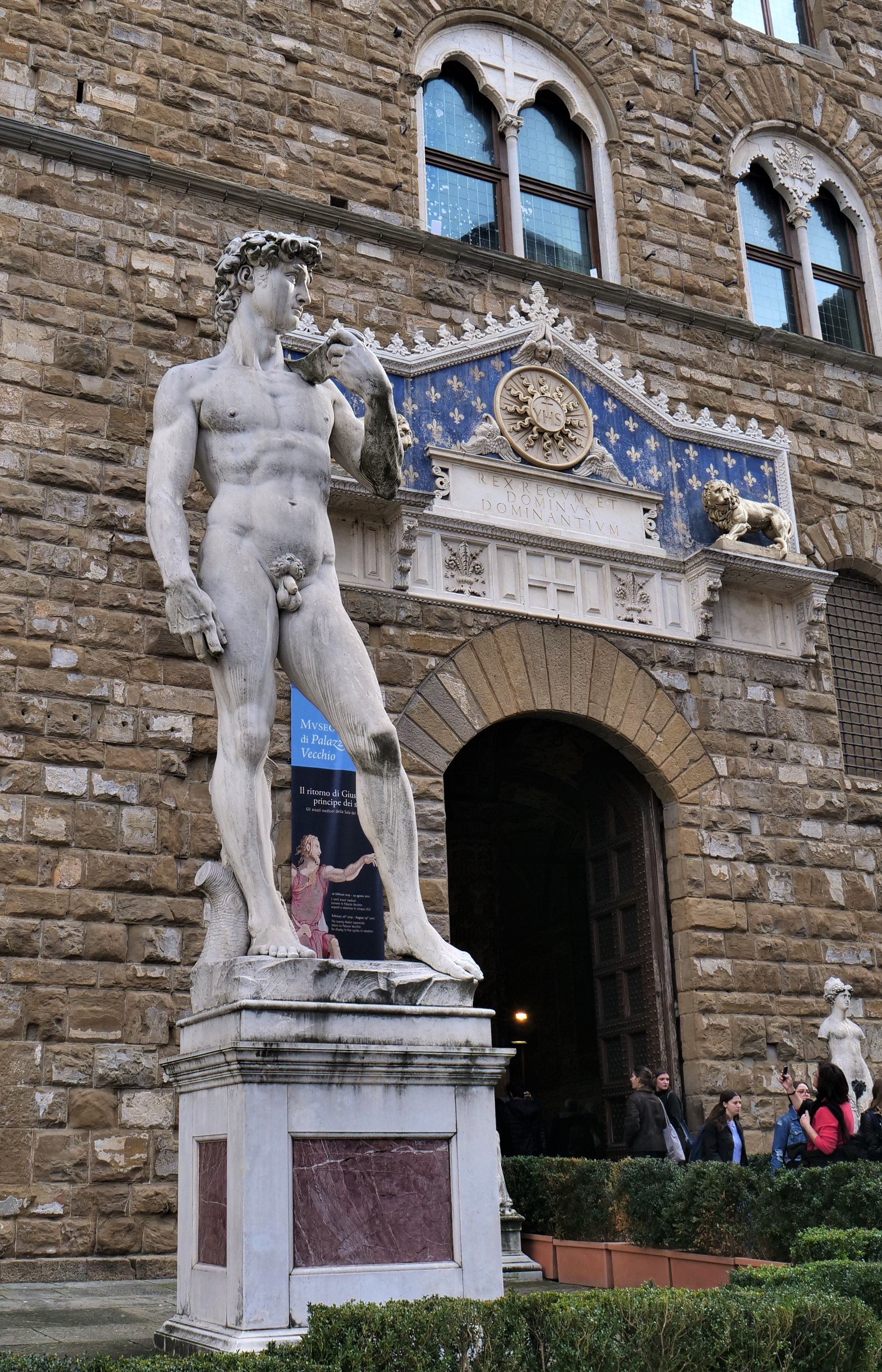
Künstlerische Anfänge der Neuzeit: Michelangelos David als Marmorkopie am Eingang zum Palazzo Vecchio in Florenz

Die Neuzeit oder Neuere Geschichte ist einem gängigen Periodisierungsschema zufolge nach Altertum und Mittelalter die dritte der historischen Großepochen und reicht bis in die Gegenwart. In der Geschichtswissenschaft wird als Beginn der Neuzeit die Wende vom 15. zum 16. Jahrhundert angesetzt, die mit einer gewissen zeitlichen Bandbreite – und vor allem aus europäischer Sicht – in mehrerer Hinsicht als Einschnitt wahrgenommen wird.
Als epochale Zäsuren angeführt werden zum Beispiel die osmanische Eroberung Konstantinopels im Jahr 1453, die Entdeckung Amerikas 1492 und die 1517 von Martin Luther auf den Weg gebrachte Reformation. Unter kulturgeschichtlichen Gesichtspunkten außerdem als Wendemarken anzusehen sind Renaissance, Humanismus und die Entwicklung des Buchdrucks in Europa mit beweglichen Schriftzeichenstempeln. Im Sinne einer Vereinheitlichung der unterschiedlichen Betrachtungsebenen ist das runde Jahr 1500 von der Geschichtswissenschaft für die Datierung des Neuzeitbeginns üblich geworden.
Als an das Zeitalter der Entdeckungen, des frühen Kolonialismus sowie von Reformation und Gegenreformation anschließende Epochen innerhalb der neuzeitlichen Geschichte sind in Europa die Ära des Dreißigjährigen Krieges und das Zeitalter der Aufklärung zu nennen, auf globaler Ebene die Ausbreitung der industriellen Revolution, das „lange“ 19. Jahrhundert mit der Ära des Imperialismus und das „kurze“ 20. Jahrhundert (mit den beiden Weltkriegen, dem Holocaust und dem nuklearen Patt), das in die Zeitgeschichte übergegangen ist.
Zu den besonderen Merkmalen der Neuzeit im Unterschied zu früheren Epochen der Menschheitsgeschichte gehören bei verlängerter Lebenserwartung verminderte Geburtenraten, ein beschleunigter Wandel wirtschaftlicher und gesellschaftlicher Verhältnisse sowie die Globalisierung von Verkehrsverbindungen, ökonomischen Zusammenhängen und Kommunikationsmöglichkeiten. Als Beschleunigungsfaktoren des neuzeitlichen Wandels sind wissenschaftliche Erkenntnisse, revolutionäre Umwälzungen, kapitalistische Wirtschaftsstrukturen und demokratisches Freiheitstreben bedeutsam. Der über lange Zeit dominierende, moderne Fortschrittsoptimismus wird in Anbetracht humanitärer Rückschläge und ungelöster Menschheitsprobleme, wie sie etwa mit der Klimakrise und der Überbevölkerung einhergehen, kritischen Reflexionen unterzogen.

## Begriffsgeschichte
Die Vorstellung von einer neuen Zeit oder Neuzeit als geschichtlicher Epoche am Übergang vom 15. zum 16. Jahrhundert geht auf die Renaissance-Humanisten zurück, die zwischen ihrer Gegenwart und den überlieferten Zeugnissen der Antike, an die sie als vorbildlich anzuknüpfen suchten, ein mittleres Zeitalter setzten. Jenseits dieses Mittelalters begann mit ihren Wiederentdeckungen für sie also eine neue Ära.
Eine Gliederung der Menschheitsgeschichte in Altertum, Mittelalter und Neuzeit legte 1702 erstmals der Hallenser Gymnasialdirektor und Historiker Christoph Cellarius im lateinischen Titel seines dreibändigen Lehrbuches vor: Historia universalis, in antiquam et mediaevi ac novam divisa. Ein entsprechendes Schema hatte jedoch bereits Justus Lipsius verwendet, der 1601 die römische Geschichte in historia romana vetus, historia romana media, historia romana nova gliederte.

## Zeitliche Erstreckung und Untergliederung

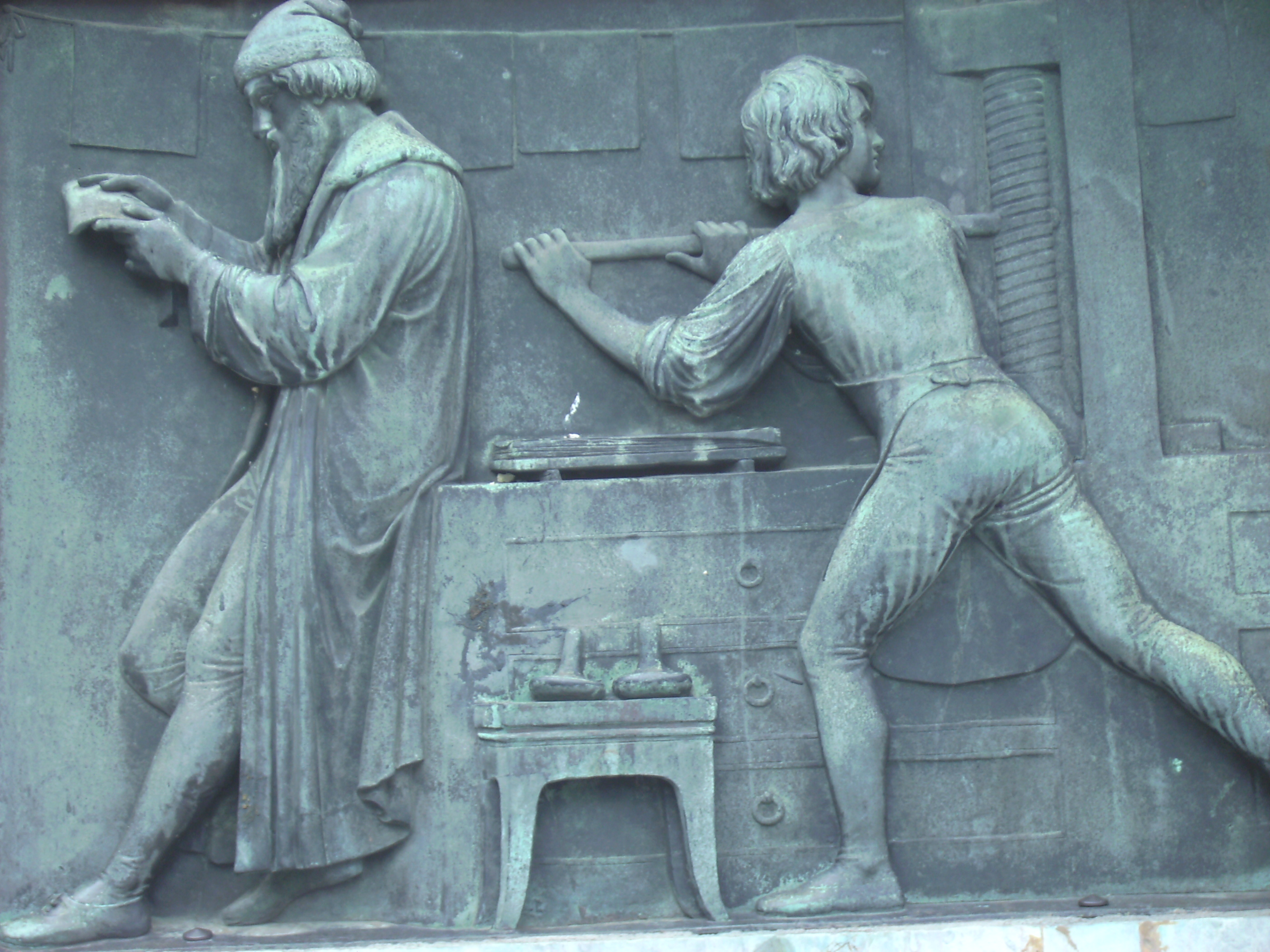
Relief Buchdrucker am Gutenberg-Denkmal, Mainz

Wo Neuzeit trotz der eurozentrischen Ausgangsperspektive zur Gliederung der Geschichte dient, besteht unter Historikern relativer Konsens, den Beginn um 1500 zu datieren. Im Umfeld des Übergangs vom 15. zum 16. Jahrhundert lag eine Reihe einschneidender Entwicklungen, die sich zum Teil überlagerten; darunter sind neben der Renaissance der Buchdruck, die Reformation, die bedeutenden Entdeckungsfahrten, der Frühkapitalismus und das frühmoderne Staatswesen zu nennen. In diesen Kontext einbezogen sind bedeutende Einzelereignisse, die ihrerseits mitunter als Neuzeitbeginn angesetzt wurden: die Eroberung Konstantinopels 1453, die Entdeckung Amerikas 1492 oder Luthers 95 Thesen 1517.
Das Ende der Neuzeit fällt mit der jeweiligen Gegenwart zusammen, wenn nicht – abweichend von der klassischen Dreiteilung – Neueste Geschichte und Zeitgeschichte gesondert geführt werden. Weitere Elemente einer Untergliederung der Neuzeit sind die Frühe Neuzeit im Zeitraum zwischen 1500 und 1800 sowie das lange 19. und das kurze 20. Jahrhundert.
Alternativ zu einer Neuzeitperiodisierung mit der Epochenscheide bei 1500 wird die Vorstellung einer Sattelzeit im globalen Maßstab von 1750 bis 1850 diskutiert, in der von den Atlantischen Revolutionen und der Industriellen Revolution weitreichende Impulse ausgingen. Auch wurde vorgeschlagen, die gesamte Epoche zwischen dem Hochmittelalter und dem Ende des 18. Jahrhunderts als „Alteuropa“ zu bezeichnen und danach erst den Beginn der Neuzeit anzusetzen.

## Kennzeichnende Merkmale
Folgt man der Auffassung, dass der Epochenbegriff darauf zielt herauszustellen, „was eine Zeit ausmacht“, also die Welt oder eine Kultur im gemeinten Zeitraum zu charakterisieren, so kommen für die Neuzeit im Verhältnis zu früheren Zeitaltern drei Merkmale besonders in Betracht: die Bevölkerungsentwicklung, eine beschleunigte Veränderung vieler Lebensbereiche für und durch Menschen sowie eine zunehmende weltweite Vernetzung von Verkehrswegen und Kommunikation.

### Demographischer Übergang
Grundzüge der Bevölkerungsentwicklung gelten als wichtige Voraussetzung gesamtgesellschaftlicher Analysen, aber auch als „der existenzielle Kern von Geschichte, an der wir alle selbst mitwirken“, und zwar – willentlich oder ungewollt – im Rahmen des generativen Verhaltens bzw. der Fortpflanzung. Ausschlaggebend für die Entwicklung der Bevölkerungszahlen, die in der Neuzeit phasenweise und regionenspezifisch bis dahin ungekannte Steigerungsraten erreichen, ist das Verhältnis von Geborenen zu Gestorbenen in einem definierten Zeitraum beziehungsweise die Geburtenziffer im Verhältnis zur Mortalität.
Gemäß Schätzungen umfasste die Weltbevölkerung um 1500 etwa 425 Millionen Menschen, davon rund 80 Millionen in Europa. Beide Größen haben sich bis zum Jahr 1800 reichlich verdoppelt: auf 900 Millionen Menschen weltweit, davon 220 Millionen Europäer. Ein stark beschleunigtes Bevölkerungswachstum in Teilen Europas, speziell in England, setzte ab 1750 ein: Bis 1900 wuchs die Gesamtbevölkerung Europas von 140 Millionen auf 401 Millionen an, allein in Großbritannien jedoch von 5,9 auf 37 Millionen Menschen.
Ein spezifisch neuzeitliches Phänomen ist der demographische Übergang, hauptsächlich bedingt durch eine signifikant steigende Lebenserwartung. Ursachen dafür sind neben einer quantitativ und qualitativ gesteigerten Nahrungsmittelproduktion die verbesserte medizinische Versorgung, geringere Kindersterblichkeit und erfolgreiche Seuchenbekämpfung. Während in der Folge mehr Menschen länger lebten, sank die Geburtenrate im demographischen Übergang zunächst nicht, sodass es zu beträchtlichem Bevölkerungswachstum kam. Im Laufe einer von verschiedenen Faktoren bestimmten und für einzelne Staaten und Gesellschaften abweichenden Übergangszeit kam es zur Wiederangleichung des Verhältnisses von Mortalität und Geburten und damit zur relativen Stabilisierung der Bevölkerungsgrößen. In England erstreckte sich der demographische Übergang beispielsweise über 200 Jahre von 1740 bis 1940, in Deutschland über 70 Jahre (1870 bis 1940), in Japan über 40 Jahre (1920 bis 1960).

### Beschleunigter Wandel

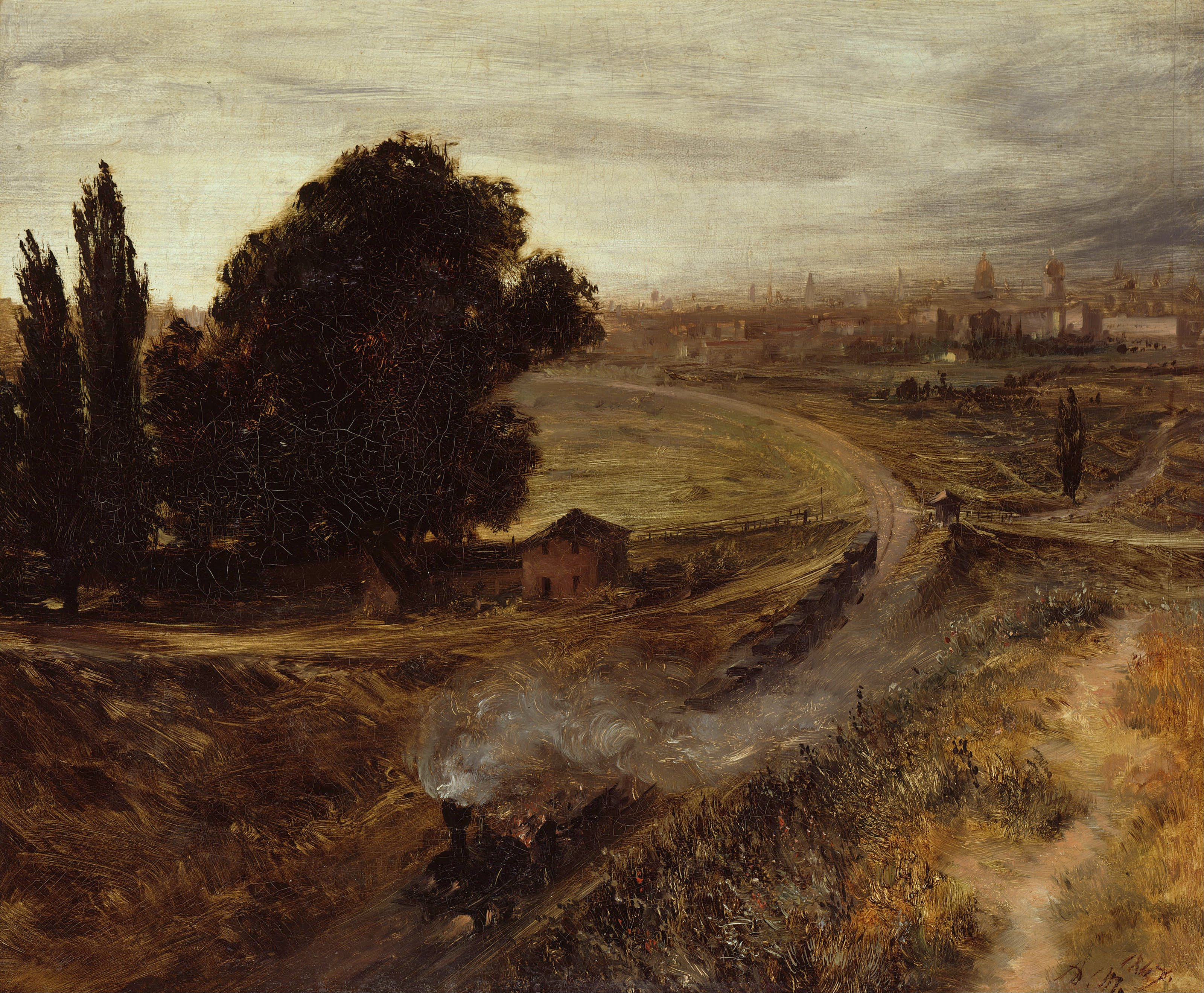
Adolph von Menzel: Die Berlin-Potsdamer Bahn (1847)

Beschleunigung ist in mehrerer Hinsicht zu einem auffälligen Geschehensmerkmal im Laufe der Neuzeit geworden, so zum Beispiel bei der Reisegeschwindigkeit und bei der Transportabwicklung. Neuzeitlich sind alle schnelleren Verkehrsmittel vom Dampfschiff über die Eisenbahn, das Automobil, den Omnibus und die U-Bahn bis zum Flugzeug. Auch im Arbeitsleben ist es in der Neuzeit mit Maschinenentwicklung, Fließbandfertigung und Akkordarbeit zu teilweise starker Beschleunigung gekommen. Die Herstellungsdauer für einen Ford Modell T ging am Fließband von 12,5 Stunden im Jahr 1909 auf 1,5 Stunden 1926 zurück, der Selbstkostenpreis von 950 auf 260 Dollar.
Zugenommen hat aber auch die Schnelligkeit der Veränderung historischer Verhältnisse in der Neuzeit. Bereits die Aussicht auf das Zusammentreten der Generalstände im Vorfeld der Französischen Revolution verband Mirabeau am 11. August 1788 brieflich mit dem Eindruck, als sei „die Nation binnen 24 Stunden um ein Jahrhundert fortgeschritten.“ Golo Mann schreibt in Summa historica vom „Gedrängtwerden der Ereignisse und Taten überall“: Von der ersten Dampflokomotive zur ersten transkontinentalen Eisenbahn habe es ein Jahrhundert gebraucht, dagegen nur ein Vierteljahrhundert vom ersten Flugzeug bis zum ersten Transozeanflug. Zwischen Kolumbus Entdeckungsfahrten und der Erforschung von Arktis und Antarktis liege ein halbes Jahrtausend; der „Ausbruch in den Weltraum“ erfolgte wiederum nur ein halbes Jahrhundert danach. „Jahrhunderte vom ersten Spielen mit Elektrizität bis zu ihrem Gebrauch für Kommunikation, Licht, Verkehr; Jahrzehnte vom ersten Erahnen der Nuklearkraft bis zur Atombombe.“
Nur in lockerem Zusammenhang mit der weitreichenden Beschleunigung des Reisens und Kommunizierens im 19. Jahrhundert sieht Osterhammel die Beschleunigung der Geschichtserfahrung. Die Französische Revolution etwa habe nur begrenzt auf unmittelbare Weise ausgestrahlt. Bereits das nahe England sei dadurch zwar in Aufregung geraten, aber nicht erschüttert worden, während die USA 1789 ihre eigene Revolution bereits in institutionelle Bahnen gelenkt und in eine Verfassung gegossen hatten.

### Globalisierung

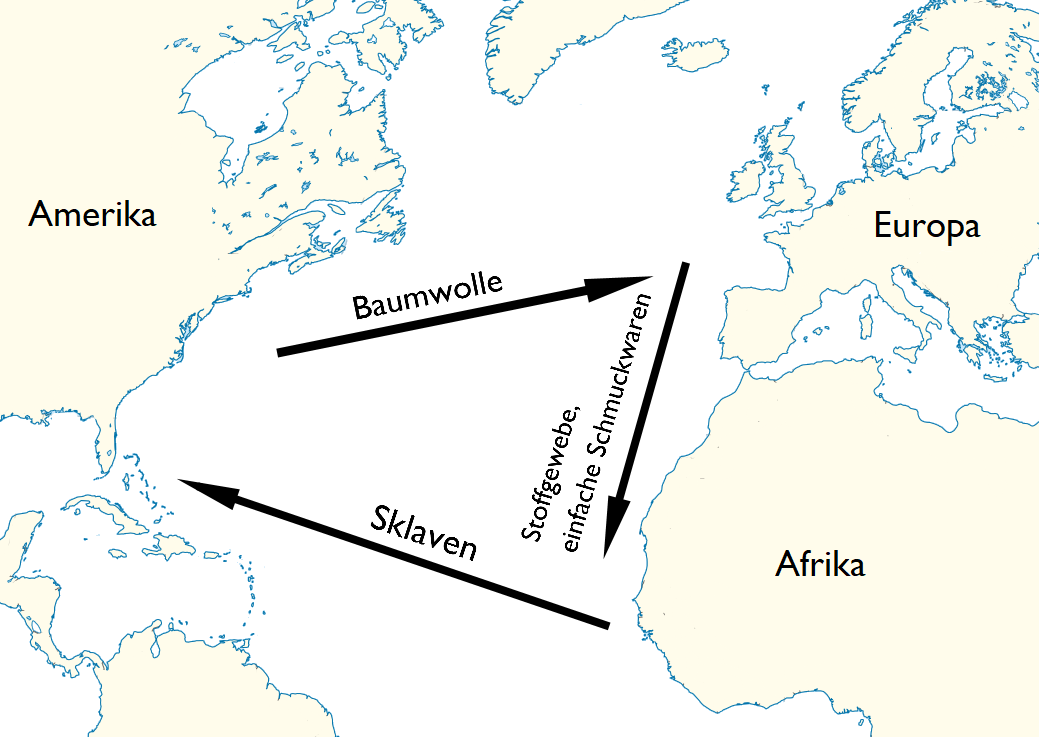
Atlantischer Dreieckshandel

Als gängiger Begriff und vielbeachteter Prozess ist Globalisierung hauptsächlich ein zeitgeschichtliches Phänomen, gehört also der jüngsten Neuzeit an. Der Soziologe Ulrich Beck definierte Globalisierung 1997 als „das erfahrbare Grenzenloswerden alltäglichen Handelns in den verschiedenen Dimensionen der Wirtschaft, der Information, der Ökologie, der Technik, der transkulturellen Konflikte und Zivilgesellschaft“. Doch gibt es hinsichtlich der Globalisierung auch einen von Historikern geltend gemachten langfristigen Entwicklungsstrang, vor allem seit dem Zeitalter der Entdeckungen. Seinerzeit wurde ein neuer Zusammenhang wirtschaftlichen Austauschs auf globaler Ebene angelegt, auch wenn viele Teile der Welt darin noch nicht einbezogen waren. Bekannte frühneuzeitliche Erscheinungen waren die wirtschaftliche Verwertung des zugeführten amerikanischen Silbers in Europa und Asien sowie der sogenannte atlantische Dreieckshandel mit Rohbaumwolle, Fertigwaren und Sklaven.
Für eine Globalisierung im Sinne der Bildung weltumspannender Netze des Verkehrs und der Kommunikation war bereits die zweite Hälfte des langen 19. Jahrhunderts bis zum Ersten Weltkrieg eine markante Anschubphase. Damals kam es zur Verkabelung der Welt nicht nur an Land, sondern durch die Verlegung von Tiefseekabeln über Tausende Kilometer in den Ozeanen und zur Verbindung entferntester Weltregionen mittels Telegraf und Telegramm. Im Verkehrsbereich wurde die Eisenbahn zum wichtigsten Vernetzungsinstrument für Kurz- und Langstreckenverbindungen an Land. Transport- und Reiseverkehr auf den Weltmeeren blieb demgegenüber stärker auf bestimmte Routen und Knotenpunkte konzentriert, auch wenn die „schwimmenden Paläste“ großer Reedereien zu Markenzeichen der Epoche wurden. Erst der Land und Meere übergreifende Flugverkehr seit der zweiten Hälfte des 20. Jahrhunderts brachte ein intensiv genutztes globales Verkehrsnetz hervor.
In den Jahrzehnten vor dem Ersten Weltkrieg ergab sich eine neue Phase im Globalisierungsprozess zudem durch den modernen Imperialismus, in dem machtpolitisches und wirtschaftliches Expansionsstreben der zeitgenössischen Großmächte um Räume und Ressourcen jenseits des eigenen Staatsgebiets konkurrierten. Infolge des damit verbundenen Kolonialismus und der späteren Entkolonialisierung kam es zur Entwicklungsproblematik in der sogenannten Dritten Welt.

## Strukturbereiche und Wirkungszusammenhänge

### Wirtschaft und Arbeitsorganisation
In die Neuzeit fällt mit der Industriellen Revolution die nach der Neolithischen Revolution zweite global durchgreifende Neuerung des Wirtschafts- und Arbeitslebens in der Menschheitsgeschichte. Neben die landwirtschaftliche Erzeugung – und diese an ökonomischem Gewicht mit der Zeit übertreffend – trat die maschinengetriebene industrielle Produktion. Diese entwickelte sich aufgrund besonderer Voraussetzungen zuerst in England in Verbindung mit Kapitalakkumulation und -investitionen, die bis dahin vor allem in Handelsgeschäften eine Rolle gespielt hatten. Bereits im 13. Jahrhundert blühte in Italien mit Kredit- und Wechselgeschäften das Bankwesen auf, speziell in Florenz, wo die Medici darüber zur mächtigen Dynastie wurden.
Vor allem bei der Tucherzeugung, die sich aus der früheren Eigenproduktion der Haushalte zunehmend auf die gewerbliche Produktion verlagerte, lagen die Anfänge der Konzentration von Kaufmannskapital. Dies geschah besonders in dafür bekannten Regionen Europas wie Flandern, Norditalien, Oberschwaben und Mittelengland. Mit der weitgehenden Monopolisierung des Produktvertriebs ging die Kontrolle der Produktionsstufen des Spinnens, Webens und Färbens einher. Die erzielten Gewinne bildeten das Kapital, mit dem sich die Produktion ausweiten und Teilmärkte in der Folge beherrschen ließen. Wie das Beispiel der Familie Fugger zeigt, konnten dergestalt erfolgreiche Kaufleute auch ins Kreditgeschäft einsteigen und ihr Kapital sowohl bei Kleinproduzenten als auch bei weltlichen Machthabern gewinnbringend einsetzen.

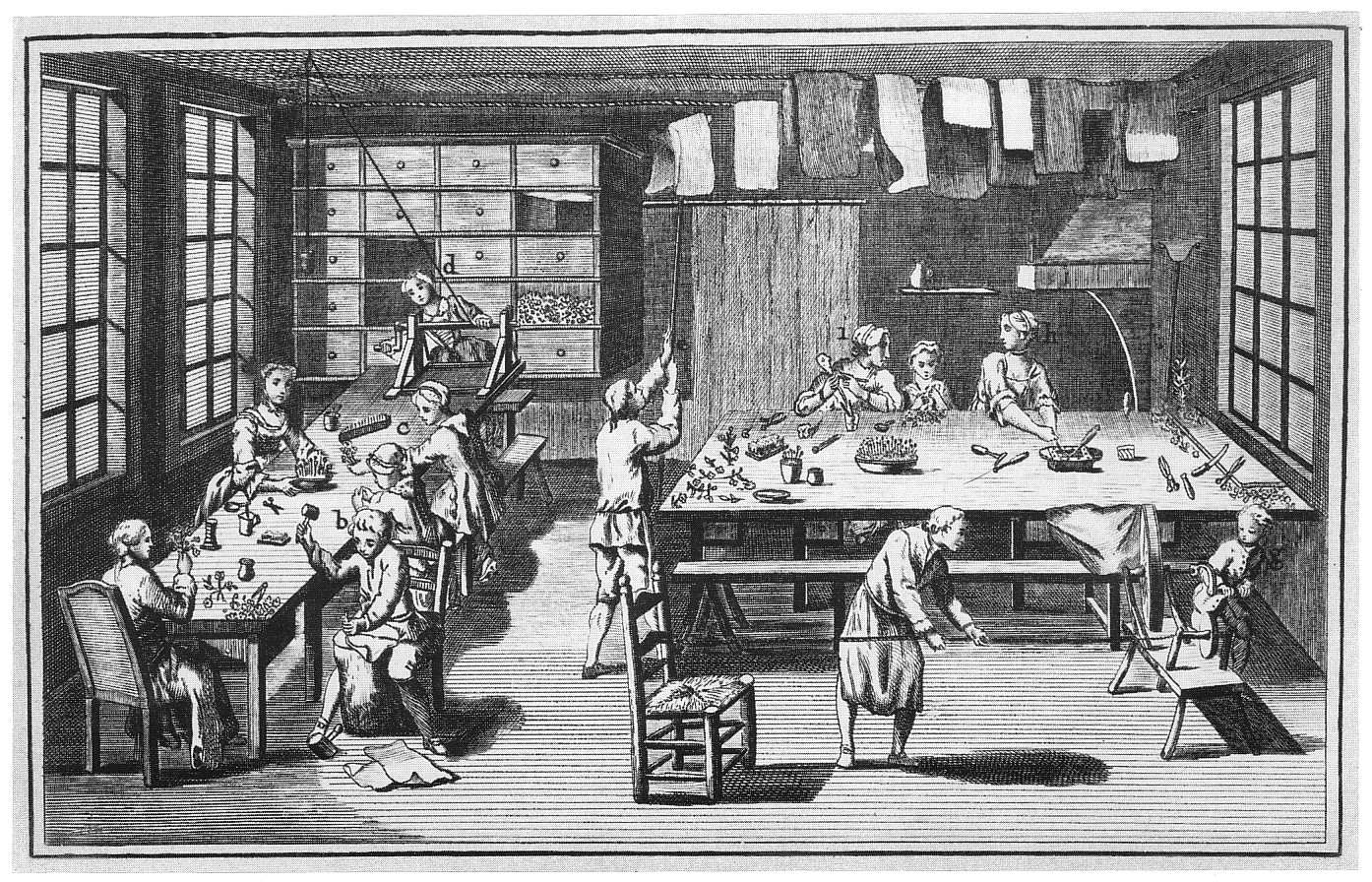
Blumenmanufaktur, Kupferstich aus der Encyclopédie (1765)

Als Vorstufe der Industrialisierung oder Proto-Industrialisierung wird das Verlagssystem zur Herstellung von Textilien diskutiert. Die von kapitalkräftigen Handelshäusern in großen Mengen beschaffte Baumwollmenge zum Beispiel wurde zunächst in ländlicher Heimarbeit gesponnen und gewebt, später auch in Manufakturen verarbeitet. Hier wurden die Arbeitskräfte für eine arbeitsteilige Produktion zusammengeholt – mit der lebensweltlichen Folge einer Trennung von Wohnort und Arbeitsplatz. „Die Manufaktur mit ihrer Zeitdisziplin, dem arbeitsteiligen Prozess und auch den Ausbeutungsmechanismen war damit der perfekte Vorläufer der Fabriken der eigentlichen Industrialisierung.“
Für den in England ausgelösten Take-off der Industriellen Revolution – alle darauffolgenden Industrialisierungsprozesse in anderen Ländern waren bereits mit transnationalem Technologietransfer verbunden – war jedoch eine Reihe weiterer Voraussetzungen mitursächlich: So ist angesichts einer stark anwachsenden Produktivität der agrarisch Beschäftigten – um 1800 lagen die Hektarerträge in der englischen Weizenproduktion doppelt so hoch wie fast überall sonst auf der Welt – häufig von einer Agrarrevolution die Rede, die der Industriellen Revolution vorausgegangen sei. Ein einheitliches Wirtschaftsgebiet ohne Zollschranken in befriedeter Insellage, ein auch in Adelskreisen verbreitetes unternehmerisches Interesse, die große Handelsflotte und die Nutzung von Kolonien vor allem bei der Rohstoffbeschaffung, das Vorhandensein von Steinkohlevorkommen als Energiereservoir für die Herstellung von Eisen und Stahl, eine Innovationen begünstigende Technikkultur und eine den Produktabsatz fördernde, konsumorientierte gesellschaftliche Mittelschicht wirkten als Treiber des Industrialisierungsgeschehens in England zusammen.
Industrialisierung auf der Basis von Fabrikproduktion und fossilen Energiequellen in Verbindung mit einem langfristigen Pro-Kopf-Wirtschaftswachstum ist zwar anfänglich vorwiegend unter kapitalistischen Bedingungen entstanden, wurde aber auch in sozialistischen Ländern vorangetrieben. Hier sollte das Proletariat, die in der Industriefabrik als Klasse entstandene Lohnarbeiterschaft, aus den elenden Umständen, die Friedrich Engels in Die Lage der arbeitenden Klasse in England beschrieben hatte, befreit und zur „herrschenden Klasse“ emanzipiert werden. Zu Beginn des 21. Jahrhunderts lässt sich bilanzieren, dass elende Existenzbedingungen nunmehr weniger bei den Vorreiter-Staaten der Industrialisierung als in der Dritten Welt verbreitet sind, dass in den großteils gescheiterten sozialistischen Staaten nicht die Proletarier, sondern kommunistische Parteien die Ausrichtung von Wirtschaft und Gesellschaft bestimmt haben und dass die Grenzen des Wachstums unter den herkömmlichen Bedingungen im globalen Maßstab ökologisch erreicht zu sein scheinen.

### Macht und Herrschaftsorganisation
Den politischen Rahmen, innerhalb dessen neuzeitliche Macht- und Herrschaftsverhältnisse zum Tragen kamen und kommen, setzt der Staat bzw. die vielgestaltige Staatenwelt. Die europäische Gesellschaft, so Golo Mann, sei in den Formen der Produktion und des Handels, der Erziehung, Bildung und öffentlichen Moral sowie der Kulturpflege durch den Staat stets mitbestimmt und mitunter nahezu ausschließlich von ihm bestimmt worden. Als „monistischer Flächenherrschaftsstaat“ lasse er keine Rechte und keine staatlichen Funktionen innerhalb des ihm zugehörigen Herrschaftsgebiets zu, die er nicht selbst verliehen habe oder die von ihm hergeleitet würden. Als wichtiges Staatsmerkmal ist folglich die Souveränität anzusehen, die Unabhängigkeit von jeder sonstigen Macht, jedem fremden Gesetz oder Befehl. Doch bevor Ende des 18. Jahrhunderts das Volk als Inhaber der Staatssouveränität ins Spiel kam (Volkssouveränität), verbunden mit den Begriffen Demokratie und Nation, erschien als Träger der Souveränität an der Staatsspitze ein Monarch oder ersatzweise die regierende Aristokratie.
Die Entwicklung der neuzeitlichen Staaten vollzog sich – von Stadtrepubliken wie Florenz, Venedig oder Genua in Italien abgesehen – zunächst vor allem unter monarchischen Vorzeichen. Dabei dominierte in Europa die mit dem Gottesgnadentum verbundene Erbmonarchie. Die von den Herrschern angestrebte Konzentration der staatlichen Funktionen in der eigenen Verfügungsgewalt setzte die Entmachtung der vor allem in Steuerfragen mitwirkenden Stände voraus und gelangte im Absolutismus Ludwigs XIV., des „Sonnenkönigs“, zu exemplarischer Wirkung und Ausstrahlung, während in England zeitlich parallel das Parlament seine Mitspracherechte in der Glorious Revolution behauptete und sich beurkunden ließ. Konstitutionelle Beschränkungen der Monarchie und das Prinzip der Gewaltenteilung wurden mit den ersten schriftlichen Verfassungen in den USA und in der Französischen Revolution Ende des 18. Jahrhunderts populär.

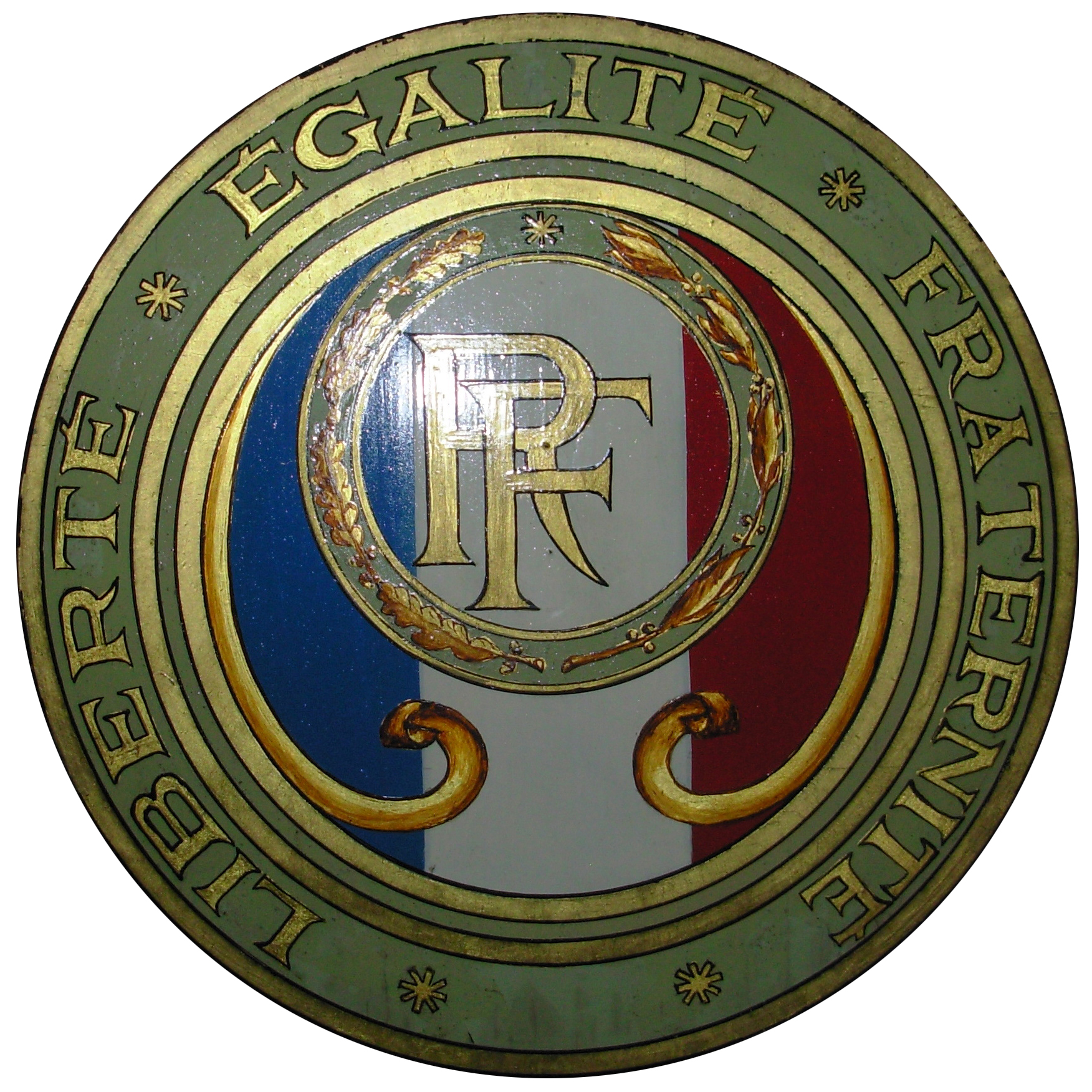
Motto der Französischen Revolution: Freiheit, Gleichheit, Brüderlichkeit

Ebenfalls in der Französischen Revolution zeigten sich erste starke Impulse für die Gleichsetzung von Staat und Nation bzw. von Staatsraison und nationalen Interessen, etwa bei der Mobilisierung aller Franzosen für die Sache von Nation und Nationalversammlung gegen die Krone und das „aristokratische Komplott“. Aus dem von der Nationalversammlung beschlossenen Krieg zur Verteidigung der revolutionären Errungenschaften entwickelte sich ein mit kosmopolitischen Botschaften einhergehender Befreiungs- und Eroberungskrieg. So mündeten die militärischen Triumphe Frankreichs, resümiert Golo Mann, in den Imperialismus jener Nation, die seit Napoleon Bonaparte den Beinamen „Die Große“ trägt. „Die Prinzipien Staat und Nationalismus haben einander ungeheuer gestärkt.“
Bereits die den Leitvorstellungen der Aufklärung verpflichteten Verfassungen des ausgehenden 18. Jahrhunderts enthielten Garantierklärungen der Menschenrechte, die das menschliche Individuum auch vor willkürlicher staatlicher Machtausübung schützen sollten und die seit der Menschenrechtserklärung der Vereinten Nationen universelle Anerkennung beanspruchen. Die Missachtung der Menschenrechte wurde im 20. Jahrhundert speziell faschistischen Diktaturen sowie dem nationalsozialistischen Deutschland bescheinigt, aber auch den kommunistischen Regimen der Sowjetunion und des Ostblocks vorgeworfen. Als Regulativ für die zwischenstaatlichen Beziehungen und als normative Richtschnur auf internationaler Ebene sollte als frühneuzeitliche Errungenschaft das Völkerrecht dienen. Friedenserhaltend wirkte es nur bedingt, wie sich noch über die beiden Weltkriege des 20. Jahrhunderts hinaus gezeigt hat, etwa mit Blick auf die Schaffung des Internationalen Strafgerichtshofs zu Beginn des 21. Jahrhunderts.

### Weltbilder und kulturelle Entwicklungen
In die Anfänge der Neuzeit fällt eine grundlegende Änderung menschlicher Selbstverortung mit dem Übergang vom geozentrischen zum heliozentrischen Weltbild. Diese „kopernikanische Wende“ führte dazu, dass die von Astronomen angestellten Berechnungen von Planetenbahnen nicht mehr nur als mathematische Hypothesen betrachtet wurden, sondern als physikalische Beschreibungen der Wirklichkeit. Zum entscheidenden Beobachtungs- und Beweisinstrument wurde das in den Niederlanden entwickelte Teleskop, mit dessen Hilfe Galilei den Nachweis dafür erbringen konnte, dass Kopernikus mit seiner Theorie vom Umlauf der Planeten um die Sonne richtig gelegen hatte. Newton schließlich baute die mechanistischen Thesen Keplers zu einem physikalischen System aus, das Ordnung und Lauf der Himmelskörper aus ihrer Masse ableitet.

Die Waldseemüller-Karte von 1507 ist die erste Karte, die die Neue Welt mit dem Namen „America“ zeigt, und die erste, die Nord- und Südamerika von Asien getrennt darstellt.

Das christlich-katholische mittelalterliche Weltbild wurde zu Beginn der Neuzeit aber auch von der Reformation herausgefordert und verlor in der Folge an Dominanz und Wirkkraft. An die Stelle strenger Orthodoxie trat zunehmend die Glaubens- und Gewissensfreiheit sowie der Anspruch und das Recht von weltanschaulichen Minderheiten auf Schutz und freie Wahl des Bekenntnisses oder Konfessionslosigkeit. Die vormals enge Verbindung von Staat und Religion wurde durch Säkularisierung gelockert, wenn nicht aufgehoben oder gar verboten. Die dadurch geförderte kulturelle Vielfalt begünstigte die künstlerische und die akademische Freiheit. Auch Zeitkritik, verstanden als zum Ausdruck gebrachtes Überworfensein einzelner mit den Verhältnissen ihrer Gegenwart, so Golo Mann, „wäre nicht möglich gewesen ohne die Emanzipation des Individuums, das, weder religiös noch ständisch noch politisch-vaterländisch gebunden, sein Sach auf sich selber stellen mußte.“
Voraussetzung und wirksamstes Medium der Verbreitung aller Arten neuer Weltanschauung waren gedruckte Schriften in vergleichsweise hoher Auflage, möglich geworden durch die ebenfalls am Anfang der Neuzeit stehende, bahnbrechende Erfindung des Buchdrucks mit beweglichen Lettern durch Gutenberg. Sie hatte in mehrerer Hinsicht weitreichende Folgen. So wurde etwa das in Buchform gedruckte und vervielfältigte Wissen in ganz anderer Weise als zuvor die einzelne Handschrift der Kontrolle durch die Gemeinschaft der Gelehrten unterzogen. Auf mittlere und längere Sicht stieg dadurch aber auch in anderen Gesellschaftskreisen das Interesse fürs Lesen und Schreiben, sodass die Alphabetisierungsrate beträchtlich zunahm. In dem Maße, wie die daraus erwachsenden Fähigkeiten als Qualifikationen in Alltag und Erwerbsleben der Menschen wichtig erschienen, verbreitete sich das Schulwesen in den neuzeitlichen Gesellschaften und wurde schließlich die allgemeine Schulpflicht eingeführt. Zum ersten sich stärker verbreitenden Informationsmedium wurde im 16. Jahrhundert die Zeitung; im 20. Jahrhundert kamen Hörfunk und Fernsehen dazu. Computerisierung und Internet setzen im Rahmen der Digitalen Revolution weitreichende Impulse für einen zeitgeschichtlich-gegenwartsbezogenen kulturellen Wandel.

## Schlüsselfaktoren
Die Neuzeit – während mehrerer Jahrhunderte vor allem die europäische – geht mit einer Reihe historischer Besonderheiten einher, die für die entstandenen gesellschaftlichen Verhältnisse mitbestimmend geworden sind, großteils auch im globalen Maßstab. Während Renaissance, Aufklärung und Wissenschaft dabei die geistigen und kulturellen Akzente setzten, wurden Kapitalismus, Revolutionen und Demokratie zu markanten Antriebskräften und Orientierungsgrößen der wirtschaftlichen und gesellschaftlichen Entwicklung.

### Renaissance

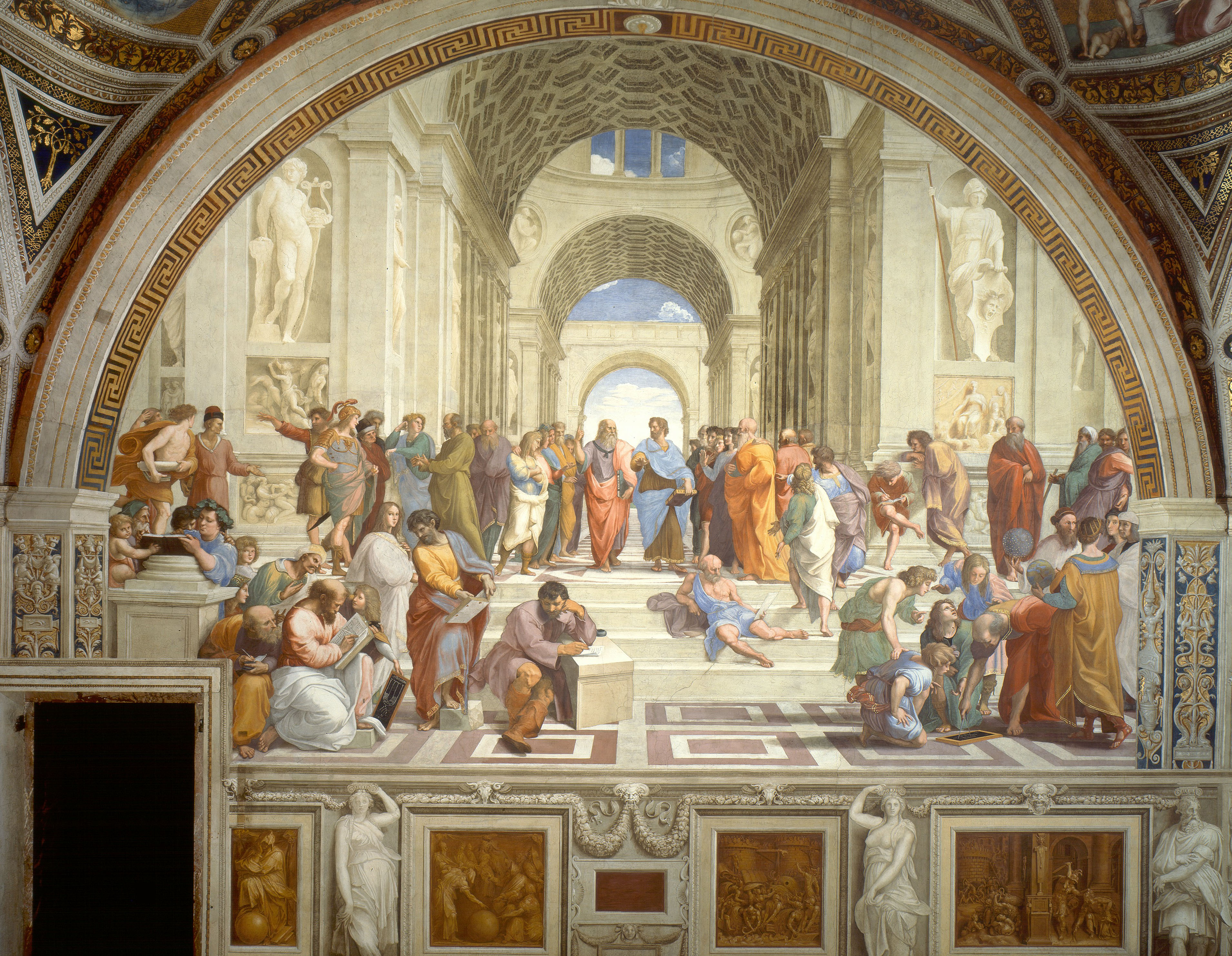
Raffael: Schule von Athen, 1509–1510

Der Erfindung des Buchdrucks vorausgegangen war eine sich beschleunigende „Ausfächerung der Themen des Redens und Schreibens, die Weltliches, im Besonderen Antikes ergriff.“ Ohne diesen Bezug Lateineuropas auf die antike Erbschaft, so Bernd Roeck, wäre die Weltgeschichte anders verlaufen. „Ohne die Möglichkeit, miteinander und gegeneinander zu reden, kritisch zu diskutieren, öffentlich zu raisonnieren, wäre weder Demokratie entstanden noch jene Fülle technischer Neuerungen und wissenschaftlicher Erkenntnisse hervorgebracht worden, die unsere Zeit prägen, im guten wie im schlechten.“ An italienischen Universitäten, in Patriziervillen, Fürstenschlössern, Klöstern und selbst im Vatikan „entfaltete sich ein Dialog von einzigartiger Dimension, was Themen und Teilnehmerzahl anbelangt.“
Zu den mit der Renaissance verbundenen Merkmalen eines welthistorischen Aufbruchs gehören laut Roeck die in der europäischen Stadt sich entfaltenden Sozialverhältnisse mit ihren horizontalen Machtebenen der Räte, Zünfte und Gilden sowie die Ausbildung einer Laienkultur, in der sich nach den Juristen auch immer mehr andere Berufe und Stände zu Wort meldeten. „So zeigten sich erste Vorläufer jener Gruppierung, die in der Geschichte der Renaissance und in der Vorgeschichte der Industrialisierung eine überragende Rolle spielen sollten: eines gebildeten, wirtschaftlich starken Bürgertums, das politische Mitsprache einforderte und manchmal auch erreichte.“
Die nachhaltigste Wirkung als politischer Denker der italienischen Renaissance entfaltete Niccolò Machiavelli. Ihm ging es vor allem in den Discorsi um die Übertragung des Vorbilds der römischen Antike auf die eigene Gegenwart und darum, aus der kritischen Betrachtung erfolgreichen wie misslingenden Handelns exemplarischer römischer Politiker Lehren bereitzustellen für die politischen Akteure seiner Zeit. Die als Machiavellismus verrufenen Passagen in seinem anderen bekannten Werk Il Principe, in dem er unter bestimmten Voraussetzungen auch Wortbruch, Täuschung, Verrat und Mord als Mittel erfolgreichen politischen Handelns ins Spiel brachte, werfen ein recht einseitiges Licht auf Macchiavellis vielschichtiges Gesamtwerk.

### Aufklärung

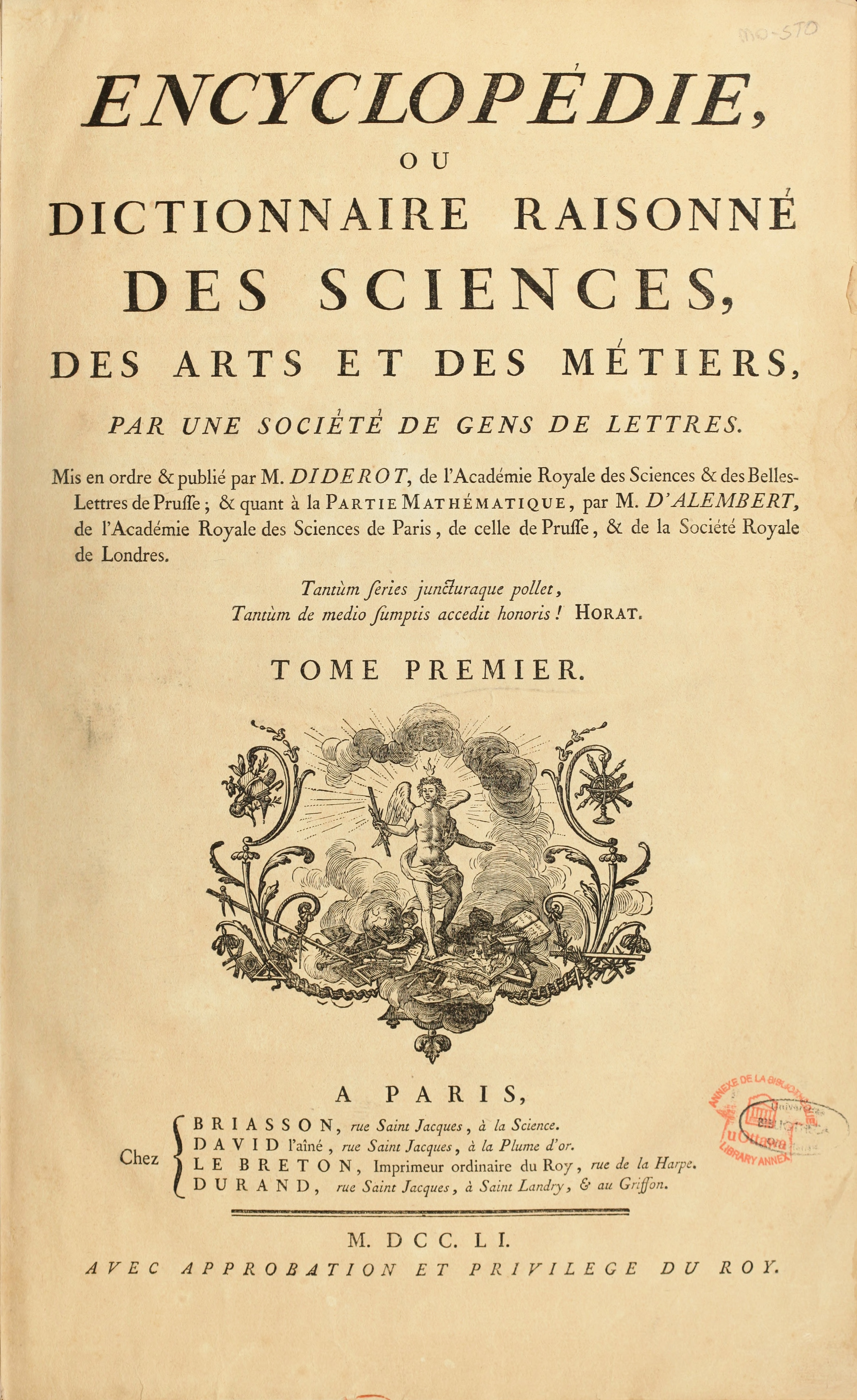
Titelseite des ersten Bandes der Encyclopédie von 1751

Als die Vordenker der Aufklärung im 17. und 18. Jahrhundert darangingen, die Methodik der Vernunft auch über die mathematisch-naturwissenschaftlichen Forschungen hinaus in Ethik, Religion, Geschichte und Politik zu etablieren, konnten sie auf Vorstufen in der Renaissance aufbauen. Zuerst in England, Frankreich und Deutschland rückten Verstand und Kritik als aufklärerische Instrumente in den Vordergrund. Vom Herkömmlichen wandte man sich ab, sowohl in der Lockeschen Psychologie als auch in Formen des Naturrechts bei Pufendorf, Cumberland, Thomasius und in der Morallehre von Shaftesbury. Zur Wegbereiterin der Toleranzidee wurde die Vorstellung einer von der Vernunft bestimmten natürlichen Religion. Montesquieu formulierte: „Wir können Gott als einen Monarchen betrachten, der mehrere Nationen in seinem Reich hat; sie kommen alle, ihm ihren Tribut zu bringen, und jede spricht zu ihm in ihrer Sprache.“
Die aufklärerischen politischen Theorien, die sich mit den zeitgenössischen Herrschaftsverhältnissen kritisch auseinandersetzten, argumentierten meist auf der Basis eines angenommenen Naturzustands, der nur mittels eines Gesellschaftsvertrags in eine legitime staatliche Ordnung zu überführen sei. Thomas Hobbes leitete aus seinen diesbezüglichen Setzungen ein absolutistisches Herrschaftssystem ab, John Locke hingegen unter Betonung des Eigentumsschutzes und der Trennung von Exekutive und Legislative eine auf das Zusammenwirken mit dem Parlament verpflichtete Monarchie (King-in-parliament). Eine um die Judikative als unabhängige dritte Gewalt erweiterte Gewaltentrennungslehre entwickelte Montesquieu in Vom Geist der Gesetze (De l’esprit des loix) mit dem Ziel eines Gleichgewichts der Kräfte: „Le pouvoir arrête le pouvoir“ – „Die Macht stoppt die Macht“. Einem davon abweichenden Ansatz verschrieb sich Rousseau in seiner Abhandlung über den Gesellschaftsvertrag (Du contrat social ou Principes du droit politique), der alle Bürger gleichberechtigt an der Gesellschaft teilhaben lässt, jeden einzelnen aber auch an den allgemeinen Willen als Ausdruck der Volkssouveränität bindet. „Dies bedeutete“, so Robert Mandrou, „eine direkte uneingeschränkte Verurteilung der Monarchie und des Gottesgnadentums.“
Mit der von Diderot und D’Alembert herausgegebenen Encyclopédie entstand in der zweiten Hälfte des 18. Jahrhunderts eine Art Bestandsaufnahme der französischen Aufklärung im Ganzen, „ein gigantisches Gemeinschaftsunternehmen mit zahlreichen Mitarbeitern, welche die Kenntnisse über sämtliche Lebens- und Wissensbereiche in Technik und Kunst zusammenfassend darstellen sollten.“ Von 1751 bis 1757 erschienen die ersten sieben Bände, bis 1780 weitere 24 Bände. Beteiligt waren 142 namentlich genannte Autoren, dazu viele weitere, die sich hauptsächlich aus Schriftstellern, Professoren, Ärzten und Handwerkern zusammensetzten. Da die Encyclopédie Rücksicht auf die staatlichen Zensurbehörden nehmen musste, waren viele Artikel für Leser „mit doppelter Lesefähigkeit“ geschrieben und blieben bei beargwöhnten Themen wie Monarchie oder Klerus in der Kritik zurückhaltend. Doch vernband etwa Quesnay die Darstellung des Lemmas Fermiers (Pächter) mit einer Gesellschafts- und Wirtschaftsanalyse, in der er den Luxus der oberen Schichten für das Elend sowohl auf dem Lande als auch in den Manufakturen verantwortlich machte.

### Wissenschaft
Die Philosophie des Aufklärungszeitalters stand im Zusammenhang mit der ausgreifenden Wissenschaftsbewegung dieser Zeit. Sie war, so Fritz Schalk, „aus der Höhe der Spekulation herabgezogen zu den Fragen, die in das Leben eingriffen.“ Für Winfried Schulze ist Wissenschaft der „Motor der Neuzeit“, der ab 1600 „durch empirische Beweisverfahren, mathematische Berechenbarkeit und die Zielvorstellung wissenschaftlichen Fortschritts“ immer mehr Wirkung entfaltete. Die materielle Förderung eines erweiterten Wissenschaftsbetriebs war zu dieser Zeit vor allem Sache der die Staatsspitze verkörpernden Monarchen sowie privater Mäzene: 1635 wurde die Académie française gegründet, 1657 in Florenz die Accademia del Cimento, 1660 in London die Royal Society und 1666 in Paris die Académie des Sciences.

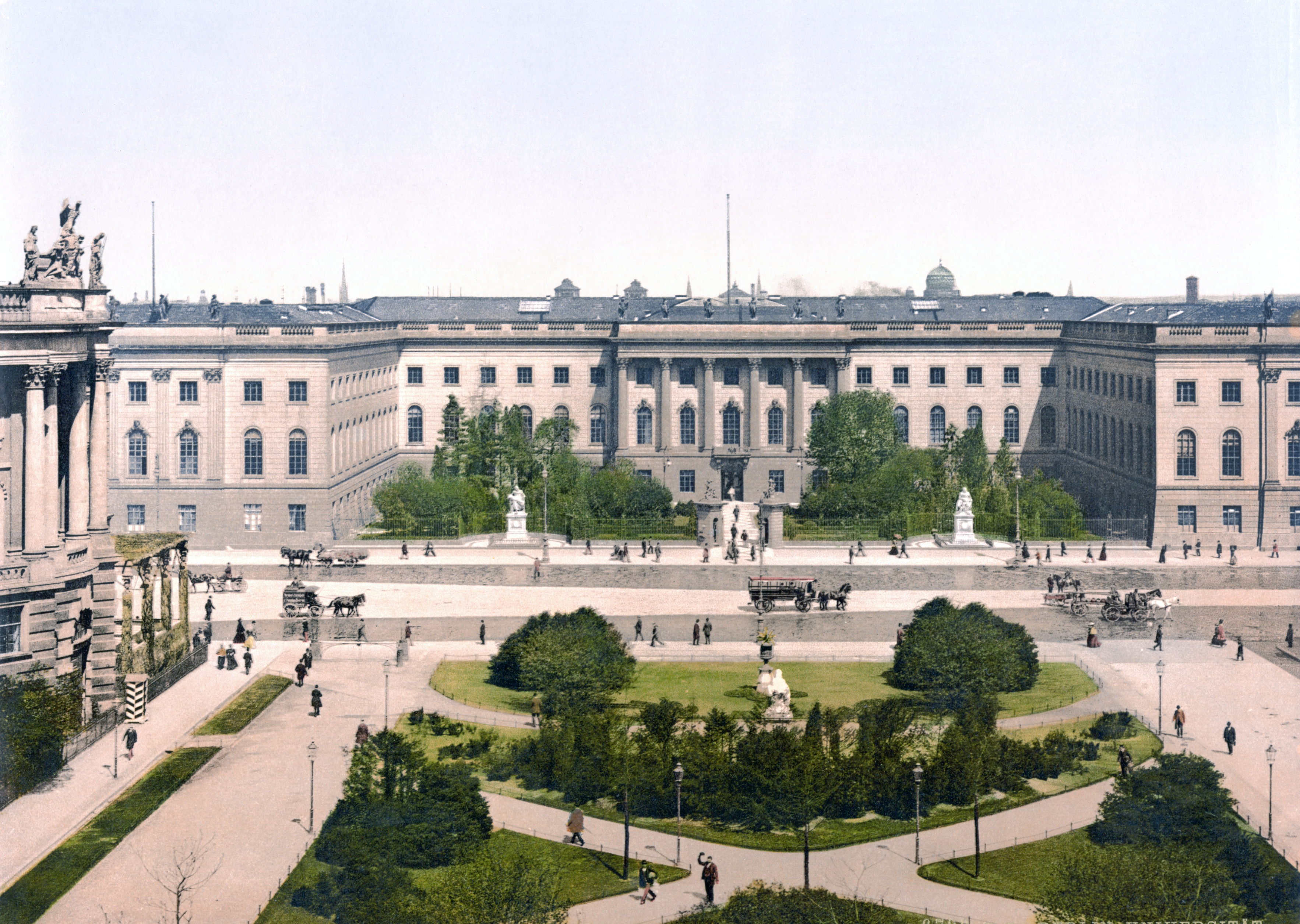
Fassade der Berliner Universität um 1900

Auch im 18. Jahrhundert noch wurde richtungweisende Forschung eher an den wissenschaftlichen Akademien als an den Universitäten betrieben, an denen die Professoren mit ihrem Vorlesungsbetrieb oft ausgelastet waren. Die moderne Universität als Ort der systematischen Wissensvermittlung, der auf neue Erkenntnisse gerichteten Forschung und der Persönlichkeitsentwicklung des akademischen Nachwuchses war ein Erzeugnis des 19. Jahrhunderts, ihr Prototyp die von Wilhelm von Humboldt dergestalt gegründete Friedrich-Wilhelms-Universität zu Berlin, deren Idee und Praxis nach Mitte des 19. Jahrhunderts weltweit Verbreitung fand, so zum Beispiel in den Universitätsneugründungen 1850 im australischen Sydney und 1869 in Neuseeland. In den USA war 1876 die Johns Hopkins University die erste am deutschen Modell der Forschungsuniversität ausgerichtete Volluniversität.
Eine zunehmende Ausrichtung der Wissenschaft an den praktischen Bedürfnissen der Wirtschaft trat verstärkt im Zuge der Industriellen Revolution ein, als sich abzeichnete, dass nur auf wissenschaftlichen Grundlagen die gewerbliche Wirtschaft sich anhaltend erfolgreich weiterentwickeln ließ. So erklärte Werner von Siemens die naturwissenschaftliche Forschung zum sicheren Boden des technischen Fortschritts und meinte, „die Industrie eines Landes wird niemals eine internationale, leitende Stellung erwerben und sich selbst erhalten können, wenn das Land nicht gleichzeitig an der Spitze des naturwissenschaftlichen Fortschritts steht.“ Zur weithin beachteten Vorläuferinstitution im Hinblick auf die Anwendbarkeit von Mathematik und Naturwissenschaften für die technologische Entwicklung und Praxis wurde die 1794 gegründete Pariser École polytechnique.
In dem Maße, in dem wissenschaftsbasierte Technologie und industrielle Produktion zusammengeführt wurden, wandelte sich das Alltagsleben der Menschen in vieler Hinsicht, unter anderem durch Staubsauger, Kühlschränke, Waschmaschinen und Automobile. Im medizinischen Bereich führte die Verwissenschaftlichung neben neuen Diagnoseverfahren und Operationstechniken beispielsweise auch zur Entwicklung von Antibiotika und Impfstoffen. In der jüngeren Forschungspraxis treten individuelle Leistungen, wie sie etwa Darwins Evolutionstheorie oder Einsteins Relativitätstheorie darstellten, oft zurück gegenüber denen von Forschungs- und Entwicklungsteams, besonders ausgeprägt etwa in US-amerikanischen Großprojekten wie dem Manhattan-Projekt zur Entwicklung der Atombombe oder beim Raumfahrt- und Mondlandungsprogramm der NASA.

### Kapitalismus

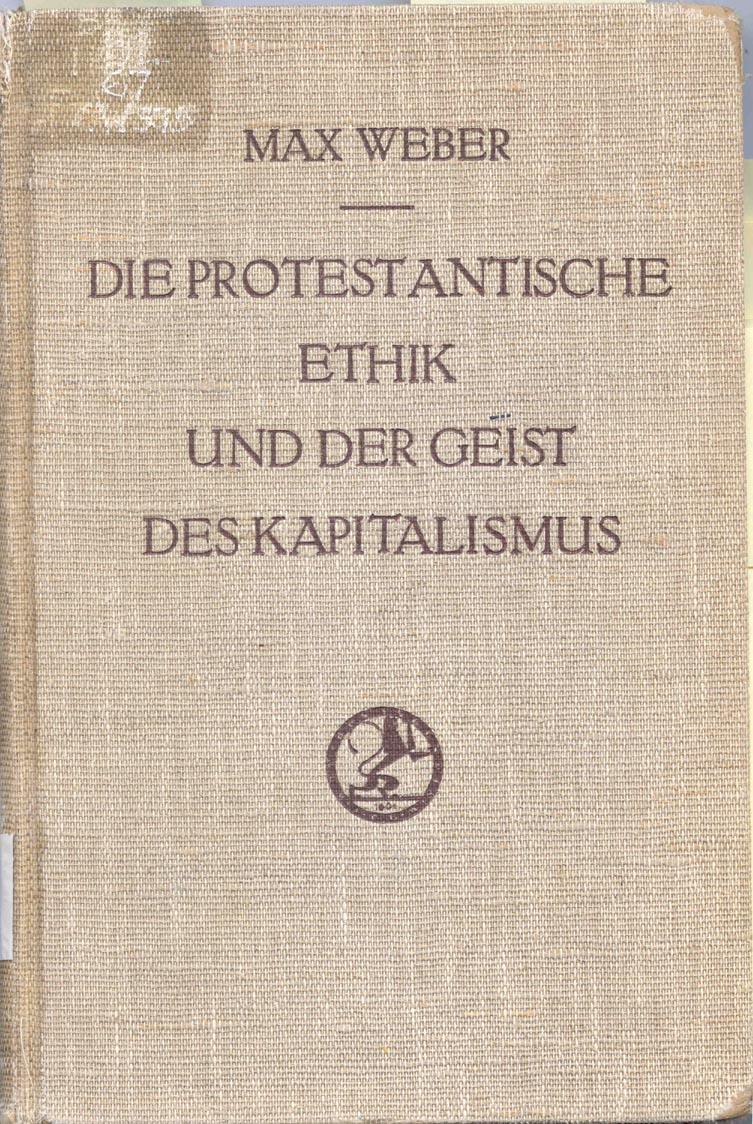
Sonderausgabe von 1934

Der Begriff Kapitalismus wurde seit Mitte des 19. Jahrhunderts zur gängigen Bezeichnung für die mit der Industrialisierung sich ausbildende Wirtschaftsordnung. Dabei sind die Produktionsmittel, also Fabriken und Rohstoffe, im Besitz von Einzelpersonen oder Kapitalgesellschaften, deren Hauptinteresse darin liegt, für das eingesetzte Kapital eine möglichst hohe Rendite zu erzielen. Kapitalakkumulation und Steuerung wirtschaftlicher Prozesse über das Verhältnis von Angebot und Nachfrage am Markt gehören ebenso zur kapitalistischen Ökonomie wie die gegensätzlichen Interessen von Kapitaleignern und den von ihnen in der Produktion beschäftigten Arbeitskräften bezüglich des Lohnniveaus und der zu erbringenden Leistungen.
Die um Produktabsatz und Gewinnerzielung konkurrierenden Unternehmen entwickeln das Bestreben, ihre Stellung am Markt maximal auszuweiten und andere Wettbewerber zurück- bzw. ganz hinauszudrängen. Dazu dienen außer der Anhäufung von Investitionskapital für die eigene Expansion auch Betriebszusammenschlüsse zu Großunternehmen und Konzernen zur Steigerung der Macht am Markt eines Wirtschaftszweiges oder auch zwecks Zusammenführung mehrerer Produktionszweige in einer Hand, beispielsweise Bergwerke, Stahlerzeugung und Maschinenbau. Im Zuge des Hoch- und Monopolkapitalismus am Übergang vom 19. zum 20. Jahrhundert wurde der Konzentrationsprozess weiter vorangetrieben mit der Bildung von Kartellen für Produktions- und Preisabsprachen, von Syndikaten zwecks gemeinsamen Vertriebs und von Trusts für die Bildung marktbeherrschender Monopole. Profitstreben verlieh den westlichen Ökonomien ihre Dynamik und sorgte für technische Neuerungen, gesellschaftlich aber auch für zusätzliche Aggressivität.
Mit der Anhäufung und Nutzung von Kapital für industrielle Produktionsprozesse waren, so Osterhammel, beispiellose Eingriffe in die physische Umwelt verbunden. „Keine andere Wirtschaftsordnung hat jemals die Natur drastischer umgestaltet als der Industriekapitalismus des 19. Jahrhunderts.“ Eine Vielzahl von Schriften zeugt von dem zeitgenössischen Bemühen, den Kapitalismus analytisch zu erfassen und theoretisch zu durchdringen; zu den bekanntesten gehören Das Kapital (1867) von Karl Marx, Die protestantische Ethik und der Geist des Kapitalismus (1904/05) von Max Weber und Der Imperialismus als höchstes Stadium des Kapitalismus (1917) von Lenin. Zur Mitte des 19. Jahrhunderts formierte sich über England hinaus eine Arbeiterbewegung, die sich erhöhtem Leistungsdruck und verlängerten Arbeitszeiten in den Fabriken entgegenstellte und soziale und politische Rechte einforderte. Zunehmend geschah dies in organisierter Form durch Streiks sowie durch die Gründung von Arbeitervereinen und Gewerkschaften.

### Revolutionen
Da beschleunigter Wandel die Neuzeit im Ganzen kennzeichnet und von den vorhergehenden Epochen der Menschheitsgeschichte unterscheidet, gilt dies umso mehr für die in ihr auftretenden revolutionären Phasen. Für Osterhammel war das ganze lange 19. Jahrhundert eine Zeit der Revolutionen. Dies zeige sich unter anderem am Verschwinden einiger der ältesten und mächtigsten Staatsorganisationen in diesem Zeitraum, darunter das britische und das spanische Kolonialregime in Amerika, das Ancien Régime der Bourbonen in Frankreich, die Monarchien in China, im Iran, im Osmanischen Reich, Zarenreich, in Österreich-Ungarn und in Deutschland.

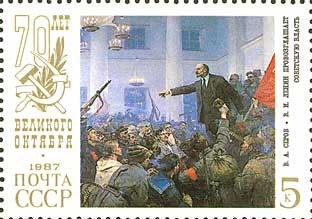
Sowjetische Briefmarke zum 70-jährigen Jubiläum der Oktoberrevolution mit dem Historiengemälde Lenin proklamiert die Sowjetherrschaft von Wladimir Serow (1962)

Bereits seit der Glorious Revolution ist der auf eine politische Umwälzung bezogene Revolutionsbegriff als historisch etabliert anzusehen. Ab Mitte des 18. Jahrhunderts gab es in Frankreich ein vorrevolutionäres Krisenbewusstsein, ausgesprochen etwa von Diderot 1771, der die Gesellschaft in einer Krisenlage sah, die entweder in die Sklaverei oder in die Freiheit münden müsste. Und Rousseau äußerte im Émile die Erwartung: „Wir nähern uns dem Zustand der Krise und dem Jahrhundert der Revolutionen.“ Nicht lange danach kam es mit der Unabhängigkeitserklärung der Vereinigten Staaten einerseits und der Französischen Revolution andererseits, die jeweils mit aufklärerischen Vorstellungen einhergingen, zu dem Phänomen der Atlantischen Revolutionen, in Europa gefolgt von einer Reihe weiterer Revolutionsereignisse, von denen die der Jahre 1848/49 die größte räumliche Ausdehnung annahmen.
Die Eigenschaften der modernen Gesellschaft definieren zu wollen, hält Harari angesichts ständiger Umwälzungen für vergeblich. „Was im Jahr 1910 stimmte, traf im Jahr 1960 schon lange nicht mehr zu, und was im Jahr 1960 modern war, war im Jahr 2010 hoffnungslos veraltet.“ Zu einem Schlüsselereignis für den Verlauf des kurzen 20. Jahrhunderts wurde die Oktoberrevolution 1917 in Russland, mit der die Bolschewiki unter Lenin ein kommunistisches Herrschaftssystem als Parteidiktatur etablierten und zur führenden Kraft der Kommunistischen Internationale machten. Aus dem damit entstehenden Gegensatz insbesondere zu den anglo-amerikanischen liberalen Wirtschafts- und Gesellschaftsordnungen ergab sich nach der Niederringung von Faschismus und Nationalsozialismus im Zweiten Weltkrieg der die zweite Hälfte des 20. Jahrhunderts bestimmende Ost-West-Konflikt. An dessen Ende stand im Zusammenhang mit der Loslösung Gorbatschows von der Breschnew-Doktrin und mit dem Zugeständnis an die Ostblockstaaten, künftig eigene Wege zu gehen, 1989 neben anderen die Wende und friedliche Revolution in der DDR. Nie zuvor in der Geschichte, so Harari, sei ein derart mächtiges Weltreich so schnell und so geräuschlos verschwunden wie die Sowjetunion.

### Demokratie
Die aus dem antiken Griechenland begrifflich übernommene, durch das Beispiel der Attischen Demokratie bekannte Staatsform der Demokratie wurde im Verlauf der Neuzeit zur namentlichen Grundlage der meisten existierenden politischen Ordnungen, ungeachtet der zum Teil erheblichen Auffassungsunterschiede im Hinblick auf die konkrete Ausgestaltung. Zum neuzeitlichen Begriffsspektrum gehören unter anderem die direkte Demokratie, die repräsentative Demokratie und die Volksdemokratie. Durchgängiges Merkmal aller Arten von Demokratie ist die Legitimierung politischer Machtausübung durch die Mitwirkung des Volkes in Wahlen und/oder Abstimmungen.

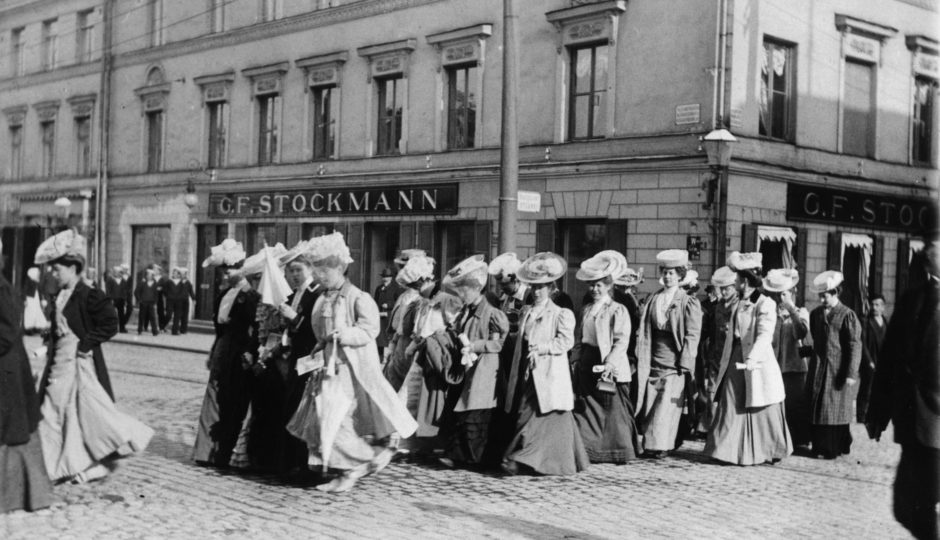
Frauenrechtlerinnen in Helsinki um 1900

Am stärksten verbreitet hat sich die auf liberalen Grundsätzen fußende repräsentative Demokratie. Vorläufer sowohl hinsichtlich der Garantie individueller Freiheitsrechte (Habeas Corpus Act) als auch bezüglich der Machtstellung des Parlaments als repräsentativer Körperschaft war England – spätestens seit der Glorious Revolution. Bei der Festschreibung von ausgeprägter Gewaltenteilung beziehungsweise von Checks and Balances und eines Katalogs von Menschenrechten in Verfassungsform gingen US-Amerikaner und Franzosen am Ende des 18. Jahrhunderts voran. Zur liberalen Demokratie westlicher Prägung gehört als generelles Leitbild der Rechtsstaat, mit dem sich zusätzlich die richterliche Unabhängigkeit und die Garantie von Freiheitsrechten wie die Unverletzlichkeit der Person und des Eigentums sowie Pressefreiheit, Rechtssicherheit und Verhältnismäßigkeit verbinden.
Beteiligung an politischen Weichenstellungen und Entscheidungen ist Teil der elementaren Bürgerrechte des Individuums in der Demokratie und begründet das Prinzip der Volkssouveränität. In dieser Hinsicht wies auch die neuzeitliche Demokratie in ihren Anfängen und noch bis lange in das 20. Jahrhundert eklatante Lücken und Benachteiligungen auf, einerseits in Gestalt diverser Formen des an Eigentum, Vermögen und Steuerzahlungen gebundenen Zensuswahlrechts, andererseits durch den Ausschluss der Frauen vom aktiven und passiven Wahlrecht, samt fortdauernder minderer Rechtsstellung und patriarchaler Unterordnung. Besonders lange (bis 1971) blieb Frauen das Wahlrecht in der vorwiegend direktdemokratisch verfassten Schweiz verwehrt.

## Entwicklungsperspektiven
Die jüngste Phase der Neuzeit geht mit einer Reihe weltweit bedeutsamer und zum Teil drängender Entwicklungschancen und -probleme einher. Dabei wird der Langzeitprozess der Globalisierung im Hinblick auf wirtschaftliche Verflechtung und auf den Ausbau von Informations- und Kommunikationsmöglichkeiten im Zuge der Digitalen Revolution auch von Problemlagen mitbestimmt, wie sie sich aus der Klimakrise und der notwendigen Zukunftsvorsorge für gesunde und menschenwürdige Lebensverhältnisse im globalen Maßstab ergeben.

### Umgang mit der Klimakrise

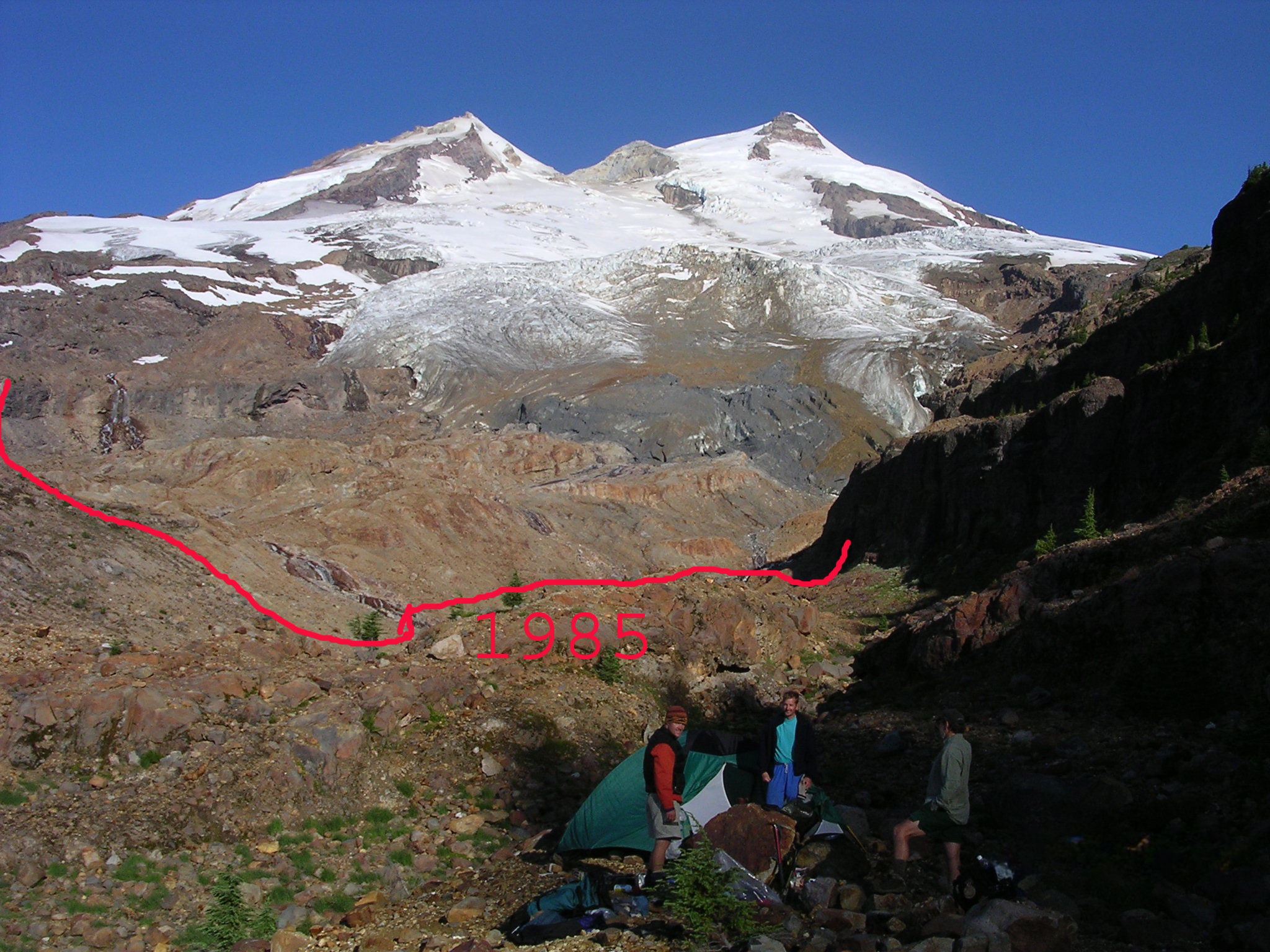
Gletscherschmelze: Der Boulder-Gletscher hat sich zwischen 1987 und 2005 um 450 m zurückgezogen

Die globale Erwärmung mit ihren Folgen konfrontiert die Menschheit im 21. Jahrhundert mit vielfältigen Herausforderungen und mit der Notwendigkeit weitreichender Reaktionen und Anpassungsmaßnahmen. Die hauptsächlich auf fossilen Brennstoffen wie Kohle, Öl und Gas basierende industrielle Produktion verursacht Treibhausgas-Emissionen, die unter anderem Gletscherschmelze, Meeresspiegelanstieg und eine Verschiebung von Klimazonen schon bewirkt haben beziehungsweise noch gegenwärtig und künftig bewirken können. Der Meeresspiegelanstieg wie auch die Verschiebung von Klimazonen, etwa mit der Folge von Wüstenausbreitung und dem Verlust nutzbarer Flächen für die Nahrungsmitterzeugung, haben unmittelbare Folgen für die örtlichen Existenzbedingungen von Menschen und Tieren und lösen Migrationsströme von Umweltflüchtlingen aus.
Im Zusammenhang mit der Reaktorkatastrophe von Tschernobyl 1986 prägte Ulrich Beck den Begriff der Risikogesellschaft als zeittypische Erscheinung in einer Reihe von Lebensbereichen. Angesichts der Globalisierung erwartete er eine „ungewollte Politisierung“ in der Weltrisikogesellschaft. Die unter dem Eindruck der Klimakrise entstandene weltweite Fridays-for-Future-Bewegung ist als deutliche Bestätigung dieser Erwartung anzusehen. Doch auch andere, bereits ein halbes Jahrhundert oder länger agierende Nichtregierungsorganisationen wie Greenpeace, Amnesty International oder Ärzte ohne Grenzen können zwar zivilgesellschaftliche Aktivitäten entfalten und gegebenenfalls breite Unterstützung finden, mangels demokratischer Mandatierung aber nicht selbst politische Entscheidungen herbeiführen. Dafür bleiben einstweilen gemeinsame Beschlüsse der in den Vereinten Nationen repräsentierten Staaten unerlässlich.
Als Hauptverursacher des bisherigen Anstiegs der Treibhausgaskonzentration in der Atmosphäre tragen die Industriestaaten eine besondere Verantwortung auch für die Bewältigung der Klimakrise, wie bereits eine Liste der größten Treibhausgasemittenten allein seit 1950 zeigt. Nach der 1992 beschlossenen Klimarahmenkonvention der Vereinten Nationen mit dem Ziel, eine gefährliche anthropogene Störung des Klimasystems zu verhindern und die globale Erwärmung zu verlangsamen sowie ihre Folgen zu mildern, ist es in dem darauffolgenden Vierteljahrhundert erkennbar nicht zu einer Reduktion, sondern zu einer weiteren Steigerung des globalen Ausstoßes von Treibhausgasen gekommen. Erst mit dem auf der UN-Klimakonferenz in Paris 2015 getroffenen Übereinkommen wurde als Klimaschutzziel festgelegt, dass die globale Erwärmung auf „deutlich unter“ 2 °C im Vergleich zum vorindustriellen Temperaturniveau begrenzt werden soll. Dies setzt ein Herunterfahren der Treibhausgasemissionen praktisch auf Null binnen weniger Jahrzehnte voraus. Seitens der EU-Kommission beispielsweise wurde diesbezüglich der European Green Deal konzipiert.

### Erneuerung der Weltwirtschaft
Die ökologischen Grenzen eines Wirtschaftswachstums auf herkömmlicher fossiler Energiebasis zeichneten sich seit den Anfängen des 21. Jahrhunderts deutlich ab. Zweifel an der Notwendigkeit einer Dekarbonisierung von Produktionsprozessen und Energieverbräuchen in Wirtschaft, Verkehr und Haushalten haben keine wissenschaftlich seriöse Basis mehr, auch wenn das Eigengewicht bestehender Strukturen und Kapitalverwertungsinteressen die Umsteuerung hin zum Ausbau und zur Nutzung regenerativer Energiequellen stark verzögern. Da Angebot und Nachfrage unter Marktbedingungen einen Wechselwirkungszusammenhang bilden, hat auch die zielgerichtete Verbrauchernachfrage mitbestimmenden Einfluss auf die Art und Weise der Herstellung und des Angebots von Waren in der Industriegesellschaft. Die Verbrauchermentalität wirkt somit auf Qualität und Quantität des Produktangebots ein. Für Peter Sloterdijk ist die kollektive Bereitschaft zum Mehrkonsum innerhalb weniger Generationen „in den Rang einer Systemprämisse“ aufgestiegen, zum Ausdruck kommend in den „immerwährenden Appellen zur Belebung der Binnennachfrage“. In Zukunft werde sich bei den Überflusserfahrungen aber „eine Akzentverschiebung zu immateriellen Strömen“ und insbesondere zu Datenströmen geltend machen, weil ökosystemische Gründe „ein stetiges ‚Wachstum‘ im materiellen Bereich verbieten.“

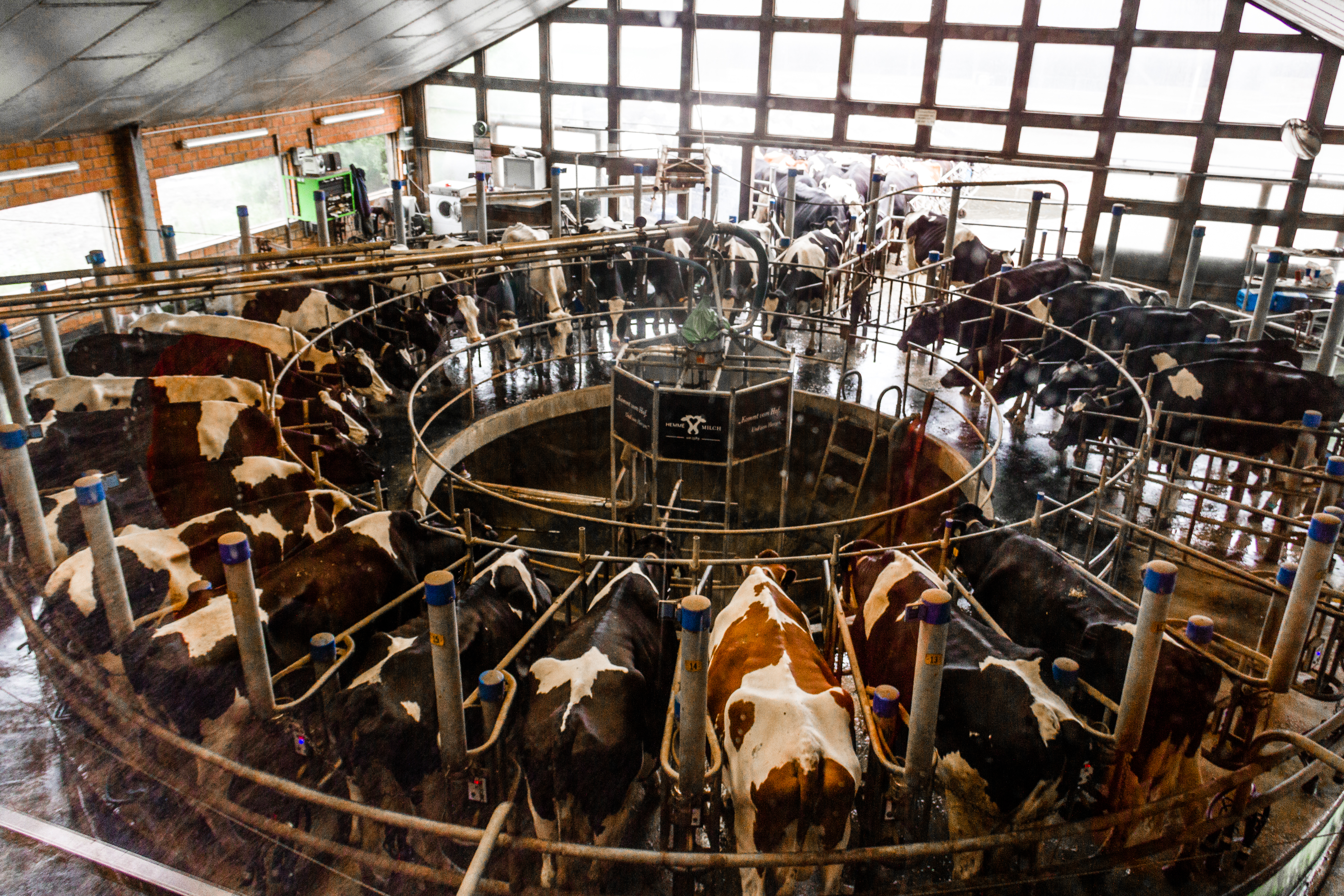
Ein sogenanntes Melkkarussel

Ein unterdessen häufig thematisiertes Beispiel des Wechselwirkungszusammenhangs von Produzentenangebot und Verbrauchernachfrage betrifft die Haltung und Verwertung von Tieren im Nahrungsmittelsektor. Unter Bedingungen einer industrialisierten Landwirtschaft werden Tiere mit für die Gewinnerzielung optimierten Körpern oft massenhaft in Fabriken produziert und gehalten. Ihre ganze Existenz fristen sie dort als Bestandteile einer riesigen Produktionsanlage. „Viele Milchkühe verbringen beispielsweise die wenigen Jahre ihres Daseins in engen Boxen, an einem Ende an einen Nahrungsschlauch, am anderen an einen Melkschlauch angeschlossen. Die Kuh in der Mitte ist nicht mehr als eine Milchmaschine.“ In den vergangenen zwei Jahrhunderten, so Harari, hätten Menschen „Abermilliarden von Tieren in einem Regime industrieller Ausbeutung geknechtet“ – mit einer in der Erdgeschichte beispiellosen Grausamkeit. Harari sieht in ökologischer Hinsicht Anzeichen dafür, „dass wir gerade im Begriff sind, in einer Orgie des gedankenlosen Konsums die Grundlage unseres Wohlstands zu verprassen.“
Eine Neuausrichtung wirtschaftlicher Prozesse im weltweiten Maßstab bedarf der Rücksichtnahme auf die unterschiedlichen ökonomischen Ausgangslagen zwischen Regionen, die bereits vor dem Ersten Weltkrieg zu Industriegesellschaften wurden, und anderen, die erst später die Industrialisierung betrieben und dabei zu industriellen „Sekundärzentren“ wurden. Diese blieben bei den technologischen Spitzenprodukten der jeweiligen Zeit auf Lieferungen aus den etablierten industriellen Metropolen angewiesen und konnten nur vereinzelt zur Spitzengruppe der Industriestaaten aufschließen. Wichtigstes Erfolgskriterium war dabei die Qualifikation der Bevölkerung, nicht nur hinsichtlich einer umfassenden Alphabetisierung, sondern auch bezüglich technologischer und wissenschaftlicher Kompetenzen. Nachdem das „europäische Zeitalter“ spätestens mit dem Ende des Zweiten Weltkriegs und der Dekolonisation sichtbar zu Ende gegangen war, und auch der nachfolgende Dualismus der Supermächte USA und Sowjetunion nach dem Zerfall der UdSSR die Weltpolitik seit der letzten Dekade des 20. Jahrhunderts nicht mehr dominierte, hat sich – unter anderem mit dem zunehmenden Gewicht der bevölkerungsreichen Länder China und Indien – eine polyzentrische globale Mächtekonstellation herausgebildet. Die nur gemeinsam mögliche Lösung drängender globaler Probleme hängt folglich davon ab, dass zwischen den unterschiedlichen wirtschaftspolitischen Interessen und kulturellen Prägungen der einflussreich Beteiligten ein Ausgleich hergestellt werden kann.

### Reflektierter Fortschritt
Fortschrittshoffnung und Fortschrittssuche waren und sind neuzeitliche Mentalitätsgrundmuster. Schon in der Renaissance ging es nicht nur darum, die antiken Leitbilder zu reaktivieren, sondern diese Hinterlassenschaft weiterzuentwickeln. Man müsse die Antike aufnehmen, dabei aber zum Nutzen der Gegenwart umformen, forderte bereits der Florentiner Humanist Leonardo Bruni. Dass die neueren Erkenntnisse der Wissenschaft und Technologie die älteren Kulturleistungen überträfen, wurde bald zum Gemeingut und die „Perfektibilisierung“ der Welt zum Zukunftsprojekt. „Diese Auffassung kulminierte im emphatischen Fortschrittsbegriff der Aufklärung und des 19. Jahrhunderts.“ In den Kriegen und menschenverursachten Katastrophen des 20. Jahrhunderts nahm der bedenkenlose Fortschrittsoptimismus allerdings beträchtlich Schaden. Hatten bereits die Atombombenabwürfe auf Hiroshima und Nagasaki 1945 sowie die danach aufgebauten Kernwaffenarsenale der Atommächte Ängste vor einer Auslöschung der Menschheit geschürt, so stellten die Reaktorkatastrophen von Tschernobyl 1986 und Fukushima 2011 auch die friedliche Nutzung der Kernenergie als vermeintlich fortschrittliche Technologie drastisch in Frage.

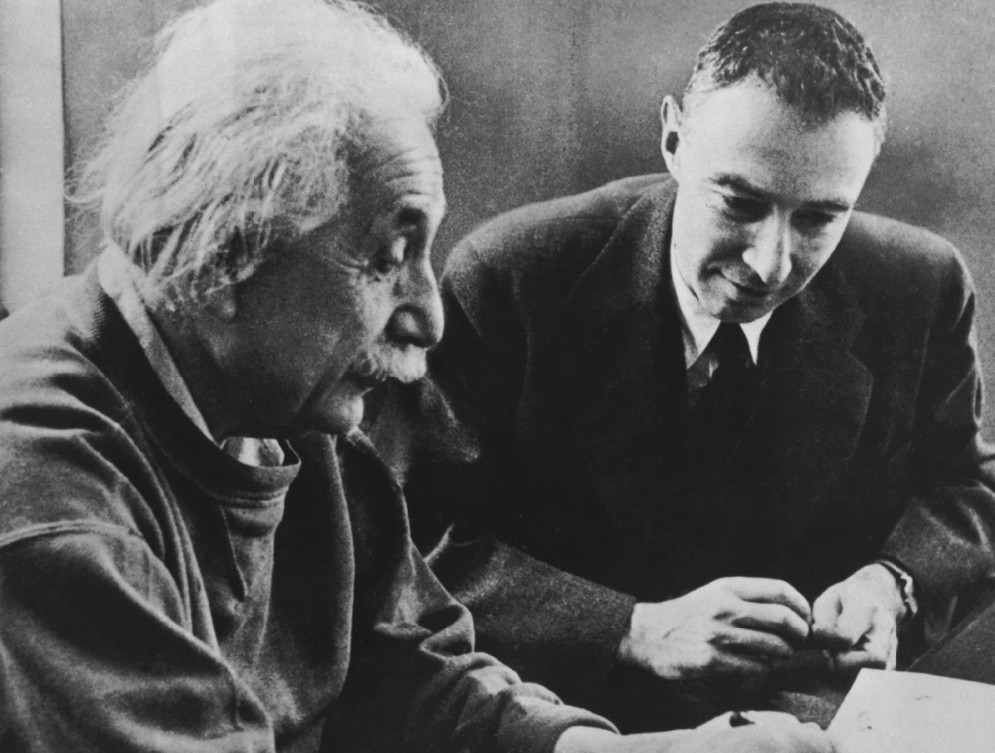
Albert Einstein und Robert Oppenheimer um 1950

Die Beschleunigung der Innovationen bei den wissenschaftlichen und technologischen Entwicklungen wurde in den jüngsten Abschnitten der Neuzeit nochmals gesteigert, nicht zuletzt auf militärischem Gebiet. So weist Harari darauf hin, dass zwischen Albert Einsteins Entdeckung, dass Masse sich in Energie umwandeln lässt, und der Einäscherung Hiroshimas und Nagasakis nur 40 Jahre vergingen. Zu Beginn des 21. Jahrhunderts sei die Menschheit auf dem Weg, unter anderem mittels der Cyborgtechnik ihre biologischen Grenzen zu sprengen. Die von Forschung und Produktentwicklung nach dem Motto „in dubio pro Fortschritt“ außer Acht gelassenen, ungewollten Nebenfolgen vieler industriegesellschaftlicher Erzeugnisse (zum Beispiel Plastikpartikel in Weltmeeren und Organismen, Feinstaubbelastung in Städten) thematisierte Ulrich Beck bereits 1986 in seiner Analyse der Risikogesellschaft: „Gefahren werden zu blinden Passagieren des Normalkonsums. Sie reisen mit dem Wind und mit dem Wasser, stecken in allem und jedem und passieren mit dem Lebensnotwendigsten – der Atemluft, der Nahrung, der Kleidung, der Wohnungseinrichtung – alle sonst so streng kontrollierten Schutzzonen der Moderne.“
Dass das Forschungs- und Entwicklungstempo bei fortgeschrittener Globalisierung für menschliche Lebensqualität von großer Bedeutung sein kann, zeigte sich exemplarisch bei der Impfstoffentwicklung zum Schutz gegen das Corona-Virus im Jahr 2020. Generell ist der Fortschritt aber auch im medizinisch-pharmazeutischen Bereich laut Beck differenziert zu betrachten, etwa bei auf Bewegungsmangel und Übergewicht fußenden Zivilisationskrankheiten, wenn anstelle gesunder Lebensführung auf medikamentöse Symptombehandlung gesetzt wird. Anders als etwa im Falle des Atommülls, der im Hinblick auf die notwendige Beseitigung und Lagerung die Menschen über Generationen hinweg mit den Nebenfolgen der nuklearen Technologie konfrontiert und festlegt, haben medizinische Behandlungsmethoden den Vorzug, reversibel und korrekturfähig zu sein. „Wir müssen also Entwicklungsvarianten wählen“, folgerte Beck im Sinne einer reflexiven Modernisierung, „die die Zukunft nicht verbauen und den Modernisierungsprozess selbst in einen Lernprozess verwandeln, in dem durch die Revidierbarkeit der Entscheidungen die Zurücknahme später erkannter Nebenwirkungen immer möglich bleibt.“